# Dafites
Dafites o Dafides (Daphitas o Daphidas, Δαφίτας o Δαφίδας) fou un gramàtic i epigramista grec de Termessos que Suides diu que va escriure contra Homer al qual va acusar de falsejar la història. També va posar un parany a l'oracle de Delfos, a qui va preguntar quan podria trobar el seu cavall, i l'oracle va dir que aviat, i llavors va fer saber que no tenia cavall ni n'havia tingut cap, però en tornar a casa fou capturat per Àtal I de Pèrgam i tirat des d'una roca anomenada ἵππος (cavall), que Estrabó identifica com una roca de la muntanya Thorax prop de Magnèsia.